# Battaglia di Dobro Pole
La battaglia di Dobro Pole è stata combattuta il 15 settembre 1918 nell'ambito della prima guerra mondiale. La battaglia ebbe come risultato una decisiva vittoria dell'Intesa, che causò la firma di un armistizio da parte della Bulgaria e ne segnò l'uscita dal conflitto.
La battaglia fu combattuta presso Dobro Pole (Dobro Polje), una cima attualmente nella Macedonia del Nord, territorio rivendicato dalla Bulgaria e da essa occupato fin dal 1915.

## La battaglia
Le forze bulgare si scontrarono con forze superiori in numero e consistenza nei pressi di Dobro Pole. La maggior parte dello schieramento alleato era costituito dalla 122ª Divisione di fanteria francese, la 17ª Divisione coloniale francese e le Divisioni serbe Shumadia, Timok e Yugoslav. La battaglia iniziò il 14 settembre con un pesante bombardamento di artiglieria. Fino a quel momento i bulgari avevano orgogliosamente mantenuto la propria imbattibilità durante il conflitto, e per questo motivo Ferdinando I decise di mantenere le truppe sul posto e combattere. Le compagnie di mitraglieri bulgare (2ª e 3ª Divisione di fanteria) si attestarono in posizione di difesa. Tra il 15 ed il 19 settembre le forze bulgare vennero circondate. Soverchiati in numero e strategicamente inerti, i bulgari non riuscirono ad arrestare l'avanzata alleata. Resistettero ad oltranza e rifiutarono la proposta di resa fattagli dagli avversari, sebbene non avessero più alcuna speranza di vittoria.

## Rivolta
Dopo la sconfitta di Dobro Pole, altre truppe bulgare cominciarono a ribellarsi, e le linee di difesa vennero abbandonate. I ribelli si diressero verso Sofia con lo scopo di aprire un negoziato con il governo. Essi vennero tuttavia intercettati e massacrati da truppe bulgare lealiste, supportate da forze tedesche.

## Conseguenze
La battaglia ebbe un esito negativo per i bulgari perché il morale delle truppe era basso ed a causa del forte sbilanciamento di forze a loro sfavore. Dopo la vittoria, l'esercito dell'Intesa continuò la propria avanzata verso la Bulgaria. Solo il 19 settembre le truppe francesi, inglesi e greche furono sconfitte a Doiran, e la Bulgaria evitò così di essere occupata.
Nel novembre 1919 il trattato di Neuilly-sur-Seine trasferì il possesso della Tracia alla Grecia, privando così la Bulgaria dell'accesso al mar Egeo. Il neonato regno di Jugoslavia acquisì invece la Macedonia. La regione della Dobrugia meridionale fu nuovamente occupata dalla Romania. Le clausole del trattato previdero la severa riduzione del numero di effettivi dell'esercito bulgaro, insieme al pagamento di enormi danni di guerra a favore degli Alleati.